# A Man About Town
A Man About Town (tradotto in italiano Sulla buona pista) è un cortometraggio muto del 1923 diretto da George Jeske. Prodotto da Hal Roach, è interpretato da Stan Laurel.
Il cortometraggio fu distribuito dalla Pathé Exchange, uscendo in sala il 16 settembre 1923.

## Trama
A bordo di un tram, il giovane Sonny adocchia una bella ragazza e subito se ne invaghisce. Quando ella scende dal tram Sonny fa altrettanto, iniziando a pedinarla maldestramente e finendo poi per perderne le tracce all'interno di una sartoria. Qui, mentre la ragazza si aggira tra i capi d'abbigliamento senza dar segno di aver notato le goffe attenzioni di Sonny, questi attira involontariamente l'interesse del detective Hunko che, sospettoso, inizia a seguirlo nei suoi spostamenti all'interno dell'edificio. I guai cominciano quando una mamma chiede a Sonny di badare per qualche istante al suo piccolo: nel momento in cui gli passa davanti la "sua ragazza", Sonny, indeciso sul da farsi, si sbarazza del bambino abbandonandolo nelle braccia del detective e riprende l'inseguimento. Dopo essere uscita in strada, la ragazza si reca da un'estetista per una manicure: Sonny decide così di entrare nel vicino negozio di un barbiere per una rasatura, sempre inseguito dall'inseparabile detective. Quando si accorge che la ragazza è di nuovo uscita in strada, Sonny, parzialmente rasato, si precipita fuori dal negozio e riprende a inseguirla, fino a quando ella, infastidita e spaventata dalla presenza del ragazzo, si avvicina a un poliziotto chiedendogli di allontanare definitivamente Sonny. Questi, tuttavia, riesce a sfuggire a Hunko e al poliziotto e, nel tentativo di continuare a seguire la ragazza, si aggrappa al sostegno di un furgone della polizia, da lui scambiato per un tram: i poliziotti agguantano prontamente Sonny, che viene infine condotto in carcere.

## Produzione
Il film fu prodotto dalla Hal Roach Studios.

## Distribuzione
Distribuito dalla Pathé Exchange, uscì nelle sale cinematografiche USA il 16 settembre 1923. Il film è incluso in un'antologia della Kino International, The Stan Laurel Collection, Volume 2 (1918-1926). Il DVD in NTSC (un B/N della durata totale di 355 minuti) fu distribuito il 3 giugno 2008.

## Curiosità
Ampia parte della comica è stata insetita nel film antologia "La bomba comica" (1958), con voce narrante e doppiaggio italiano di Elio Pandolfi (Stanlio).